# محطة خليج هومبولت للطاقة النووية

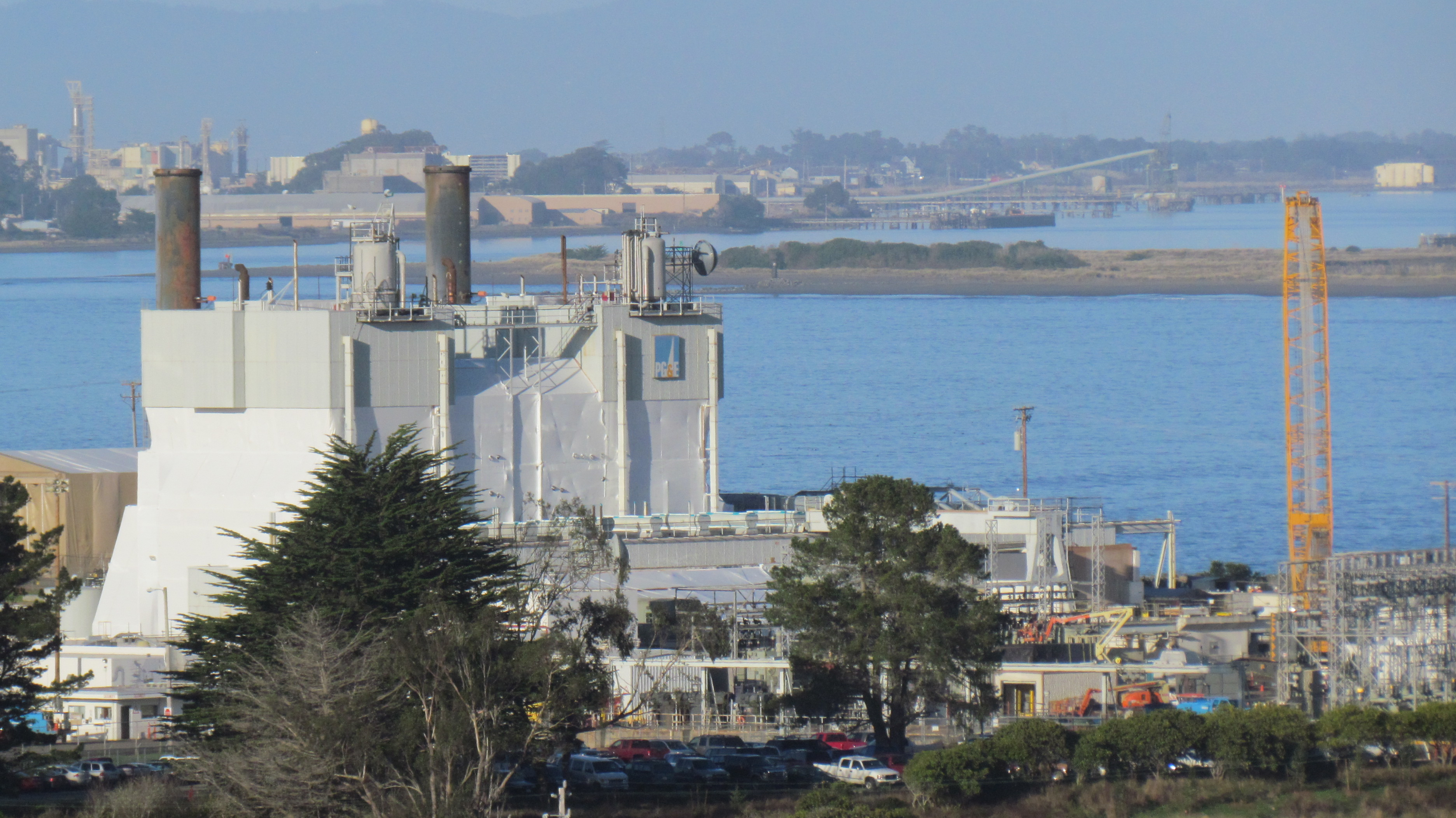
محطة خليج هومبولت للطاقة النووية

محطة خليج هومبولت للطاقة النووية هي محطة للطاقة النووية في خليج هومبولت، وهو عبارة عن مفاعل من نوع الماء المغلي تبلغ قدرته 63 ميجاوات، وتعود ملكيته لشركة باسيفيك للغاز والكهرباء التي كانت تعمل من أغسطس 1963 إلى يوليو 1976 جنوب يوريكا بولاية كاليفورنيا.

## نبذة
في يوم الاثنين الموافق 23 يناير 1961، أقامت شركة شركة باسيفيك للغاز والكهرباء مأدبة غداء لدعوة المجتمع لمراقبة بداية البناء الرئيسي للوحدة النووية. القلق بشأن الأعطال الزلزالية التي لم يتم اكتشافها سابقًا بالإضافة إلى المتطلبات الأكثر صرامة المطلوبة بعد حادثة جزيرة ثري مايل جعل المحطة الصغيرة غير مربحة في حالة إعادة تشغيلها.

## الإغلاق
تم إيقاف تشغيل المحطة بسبب التزود بالوقود والزلازل في يوليو 1976، أعلنت شركة شركة باسيفيك للغاز والكهرباء عن خطط لإغلاق المحطة بشكل دائم في عام 1983.

## قضبان الوقود المفقودة
في عام 2004، أعلنت شركة شركة شركة باسيفيك للغاز والكهرباء عن عدم وجود ثلاثة قضبان وقود نووي في حسب السجلات. لم يتم احتساب قضبان الوقود، على الرغم من اعتقاد محققي شركة شركة باسيفيك للغاز والكهرباء في ذلك الوقت أنهم ما زالوا في الموقع في مستودع لتخزين الوقود المستهلك.

## التفكيك
في ديسمبر 2008، أنهت شركة باسيفيك للغاز والكهرباء نقل الوقود النووي المستنفد إلى برميل خشبي جاف للتخزين النووي في الموقع. بدأ تفكيك الوحدة النووية في عام 2010 بالإضافة اثنين من المولدات التوربينية البخارية العاملة بالوقود الأحفوري في الموقع. ومن المتوقع أن ينتهي التفكيك الكامل لمحطة خليج هومبولت للطاقة في عام 2018.